# Lasioglossum tertium
Lasioglossum tertium är en biart som först beskrevs av Dalla Torre 1896.  Lasioglossum tertium ingår i släktet smalbin, och familjen vägbin. Inga underarter finns listade i Catalogue of Life.

## Bildgalleri

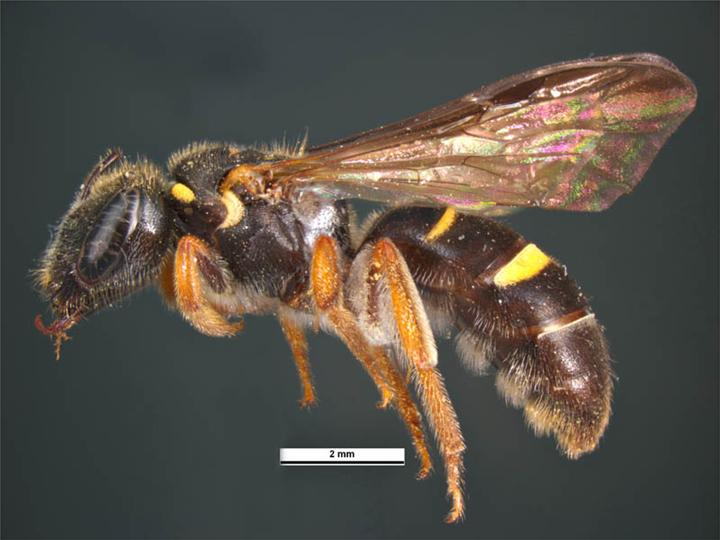
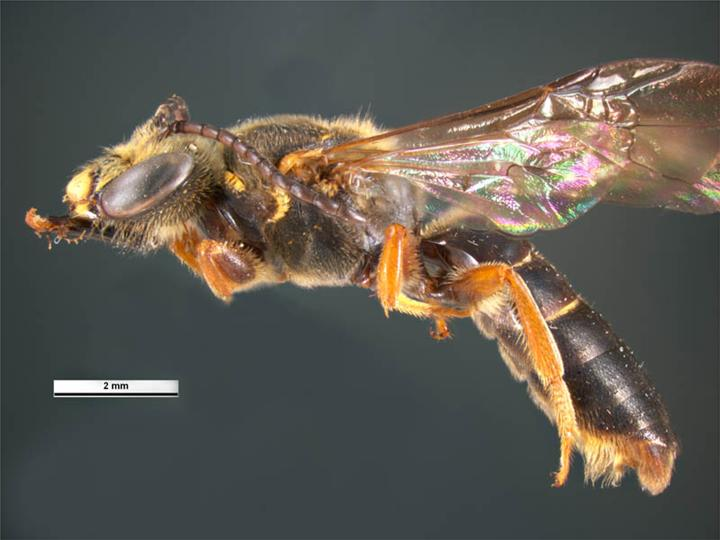